# Ацоне
Ацоне (итал. Azzone) је насеље у Италији у округу Бергамо, региону Ломбардија.
Према процени из 2011. у насељу је живело 264 становника. Насеље се налази на надморској висини од 986 м.

## Становништво
Према резултатима пописа становништва 2011. у општини је живело 433 становника.
| 1931. | 1936. | 1951. | 1961. | 1971. | 1981. | 1991. | 2001. | 2011. |
| ----- | ----- | ----- | ----- | ----- | ----- | ----- | ----- | ----- |
| 632   | 808   | 858   | 844   | 698   | 618   | 530   | 490   | 433   |